# Klaus Berger

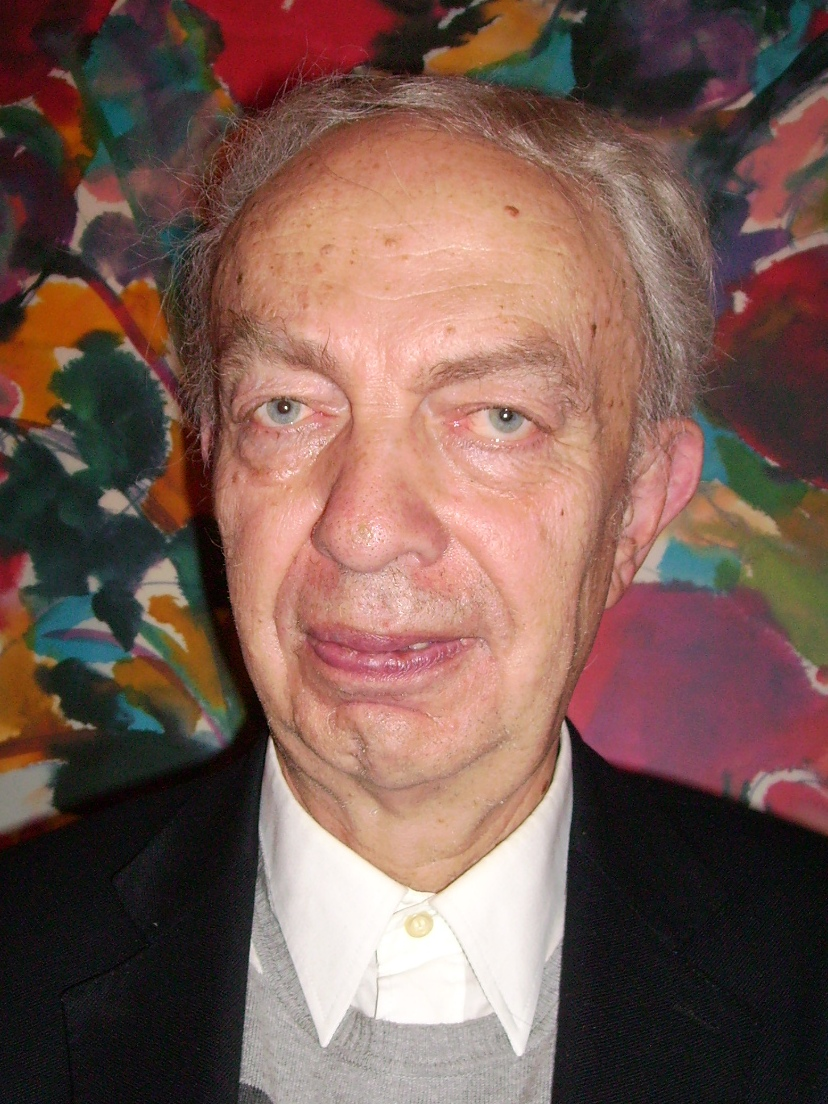
Klaus Berger

Klaus Berger (Hildesheim, 25 november 1940 - 8 juni 2020 in Heidelberg) was een Duits theoloog, exegeet en publicist.
Klaus Berger volgde het gymnasium in Goslar en studeerde vanaf 1960 aan de universiteiten van München, Berlijn en Hamburg filosofie, theologie en oude talen (Aramees, Amhaars, Arabisch en Syrisch). Aan de universiteit München deed Berger 1965 examen in de theologie. In 1967 volgde aan de Münchense universiteit zijn promotie als nieuwtestamenticus, waarna hij in 1971 in dezelfde discipline aan de universiteit Hamburg werd gehabiliteerd. Vanaf 1970 was Berger enkele jaren als docent verbonden aan de Universiteit Leiden. Vanaf 1974 tot aan zijn emeritaat in 2006 was Berger als nieuwtestamenticus professor aan de lutherse theologische faculteit van de Ruprecht-Karls-Universiteit in Heidelberg.
Kort voor zijn emeritaat zorgde Berger voor een kleine rel toen hij stelde dat hij altijd katholiek was gebleven, ook al had hij jaren aan een protestantse faculteit gedoceerd. Het bleek echter dat hij al vanaf 1968 officieel luthers was en ook vanaf 1974 de kerkelijke belasting niet aan de katholieke kerk maar aan de evangelisch-lutherse kerk betaalde. In 2006 werd Berger weer lid van de katholieke kerk.
Het omvangrijke werk van Berger bevat vooral bijdragen aan de hermeneutiek en exegetische methodologie, historische theologie en historisch-kritisch onderzoek van het Nieuwe Testament alsook onderzoek naar bronnenmateriaal uit de oudheid (Qumran-teksten, Nag Hammadi-teksten en teksten van de kerkvaders). In zijn werk zocht hij naar een middenweg tussen vrijzinnigheid en fundamentalisme.
- Bibsys: 90106526
- Biblioteca Nacional de España: XX987779
- Bibliothèque nationale de France: cb118913896 (data)
- Catàleg d'autoritats de noms i títols de Catalunya: 981058510691706706
- CiNii: DA0216258X
- Gemeinsame Normdatei: 121433889
- International Standard Name Identifier: 0000 0001 2143 2396
- Library of Congress Control Number: n50007437
- Bibliotheek van het Japanse parlement: 00853562
- Nationale Bibliotheek van Tsjechië: skuk0000096
- Nationale bibliotheek van Australië: 53004693
- Nationale Bibliotheek van Israël: 987007258408005171
- Nationale Bibliotheek van Polen: a0000002958278
- Nationale en Universitaire bibliotheek Zagreb: 000027966
- Nederlandse Thesaurus van Auteursnamen: 07075036X
- Istituto Centrale per il Catalogo Unico: TO0V066522
- LIBRIS: 313649
- Système universitaire de documentation: 026720388
- Trove: 1532692
- Virtual International Authority File: 90632174
- WorldCat: E39PBJxxjJMFt7p6jqw7XrCfbd